# Harry Ward (Dartspieler)
Harry Ward (* 13. Juni 1997 in Burton upon Trent) ist ein englischer Dartspieler.

## Karriere
Harry Ward spielte im Alter von 16 Jahren bereits die PDC Youth Tour 2014. Bei der Juniorenweltmeisterschaft 2015 der BDO erreichte Ward das Finale, wo er 0:3 Colin Roelofs aus den Niederlanden unterlag. Nachdem er bei der PDC Qualifying School keine Tour Card gewinnen konnte, spielte Ward die PDC Development Tour 2015, wo er Ende April erstmals ein Finale erreichte. Des Weiteren konnte er auf der PDC Challenge Tour 2015 zwei Viertelfinals erreichen. Im Folgejahr gab Ward sein Debüt bei den UK Open, wo er in der 2. Runde an Josh Payne scheiterte. Außerdem spielte er erstmals mit den European Darts Open 2016 ein Turnier der European Darts Tour. Hier unterlag er zum Auftakt gegen Ritchie Edhouse mit 4:6. Sein zweites Finale auf der Development Tour erreichte er im Februar 2017. Dieses Mal unterlag er Ryan Meikle, ehe er zwei Monate später erneut im Finale verlor, dieses Mal gegen den Österreicher Rusty-Jake Rodriguez. Im Verlauf des Jahres rückte Ward erstmals auch bei Turnieren der Players Championships nach. Bei den UK Open 2018 erreichte er erstmals die dritte Runde. Auf der PDC Challenge Tour 2018 konnte er ein weiteres Finale erreichen, verlor jedoch auch dieses.
Für ein Viertelfinale reichte es bei der PDC World Youth Championship 2018, dort schied er gegen Callan Rydz aus. Anfang 2019 sicherte Ward sich dann eine Tour Card bei der UK Q-School in Wigan. Beim ersten Turnier der Players Championships 2019 erreichte er direkt das Viertelfinale. Anfang Mai gelang ihm dies ein zweites Mal und am Ende des Monats gewann er beim 16. Event gegen Max Hopp im Finale seinen ersten Titel auf der PDC Pro Tour. Bei den International Darts Open 2019 erreichte Ward erstmals die zweite Runde eines European Tour Events. Bei den Players Championship Finals 2019 schied er in der ersten Runde im Decider gegen Darius Labanauskas aus. Über die Pro Tour Order of Merit qualifizierte er sich für die PDC World Darts Championship 2020. Bei seinem Weltmeisterschaftsdebüt schlug er in der ersten Runde den Letten Madars Razma mit 3:2. In der zweiten Runde hatte er jedoch gegen Simon Whitlock keine Chance. Bei den ersten acht Turnieren der Players Championships 2020 konnte er nur einmal in der ersten Runde ein Spiel gewinnen. Es folgten eine 4. Runde bei den UK Open 2020 sowie die Qualifikation für die World Series Finals 2020 in Salzburg. Dort unterlag er erneut Darius Labanauskas in der ersten Runde. Kurz zuvor wurde überraschend bekannt, dass Ward zum Ende des Jahres 2020 die Tour Card wieder freiwillig abgeben wird. In der Folgezeit spielte Ward keine Turniere bei der PDC mehr. Erst 2023 trat er wieder in Erscheinung und spielte Anfang Mai 2023 wieder ein Finale auf der PDC Challenge Tour.

## Weltmeisterschaftsresultate

### BDO-Junioren
- 2015: Finale (0:3-Niederlage gegen  Colin Roelofs)

### PDC-Junioren
- 2015: 1. Runde (4:6-Niederlage gegen  Ted Evetts)
- 2017: Achtelfinale (4:6-Niederlage gegen  Ronnie Roberts)
- 2018: Viertelfinale (5:6-Niederlage gegen  Callan Rydz)
- 2019: Achtelfinale (2:6-Niederlage gegen  Adam Gawlas)
- 2020: Gruppenphase (5:2-Sieg gegen  Adam Paxton und 2:5-Niederlage gegen  Jarred Cole)

### PDC
- 2020: 2. Runde (0:3-Niederlage gegen  Simon Whitlock)